# Rue de Gigant
La rue de Gigant est une voie publique de la commune de Nantes, dans le département français de la Loire-Atlantique.

## Situation et accès
Cette rue dont le tracé se situe dans les quartiers du centre-ville et Dervallières - Zola (la section située entre les rues Lamoricière et Marie-Anne-du-Boccage marque la limite entre les deux quartiers), est bitumée, ouverte à la circulation automobile. Longue de 500 mètres, elle relie la place de l'Édit-de-Nantes à la place Canclaux. Sur son tracé, elle rencontre successivement les rues Colbert, Huchette, Lamoricière et Marie-Anne-du-Boccage.
À l'ouest de la rue, au niveau de l'ancien pont de Gigant, la Chézine entre dans un canal souterrain qui passe sous la rue de Gigant, avant d'aller se jeter dans la Loire.

## Origine du nom
Le nom de « Gigant » provient peut-être d'un nom de famille. Ce nom est donné aux carrières de Gigant, tristement connues pour avoir été entre 1793 et 1794 un lieu d'exécution de milliers de prisonniers lors de la Terreur, ainsi qu'au pont de Gigant enjambant la Chézine et qui marquait autrefois la limite de la commune de Chantenay-sur-Loire, avant son annexion à Nantes en 1908. Ce pont fut supprimé lors du nivellement de la place Canclaux et de la canalisation souterraine de la rivière. La rue doit probablement son nom à l'un ou à l'autre des deux sites,.

## Historique
La rue, au Moyen Âge, fait partie de la route vers Couëron, axe principal de Nantes vers l'ouest. Elle porte alors le nom de « rue Bignon-Lestard » (qui débute avec l'actuelle rue Scribe) et de « rue Racine »,.
La rue de Gigant voit son tracé réduit en 1898. La rue Racine est prolongée jusqu'à la rue Copernic, elle-même prolongée jusqu'à la place de Gigant (renommée place de l'Édit-de-Nantes à cette occasion), l'administration municipale considérant ces nouvelles délimitations plus pratiques étant donné la configuration des rues. La place de l'Édit-de-Nantes devient alors la limite est de la rue de Gigant.
En 2008, une opération immobilière conduit à la construction de trois immeubles comptant une cinquantaine de logements sur un site propriété par la congrégation de l'union Notre-Dame-de-Charité, situé au nos 15 et 17 de la rue de Gigant. Seul un hôtel particulier du XVIIIe siècle est conservé,.
En 2011, la rue est l'objet de travaux pour la mise en place du Chronobus C1 en octobre 2012.

## Bâtiments remarquables et lieux de mémoire

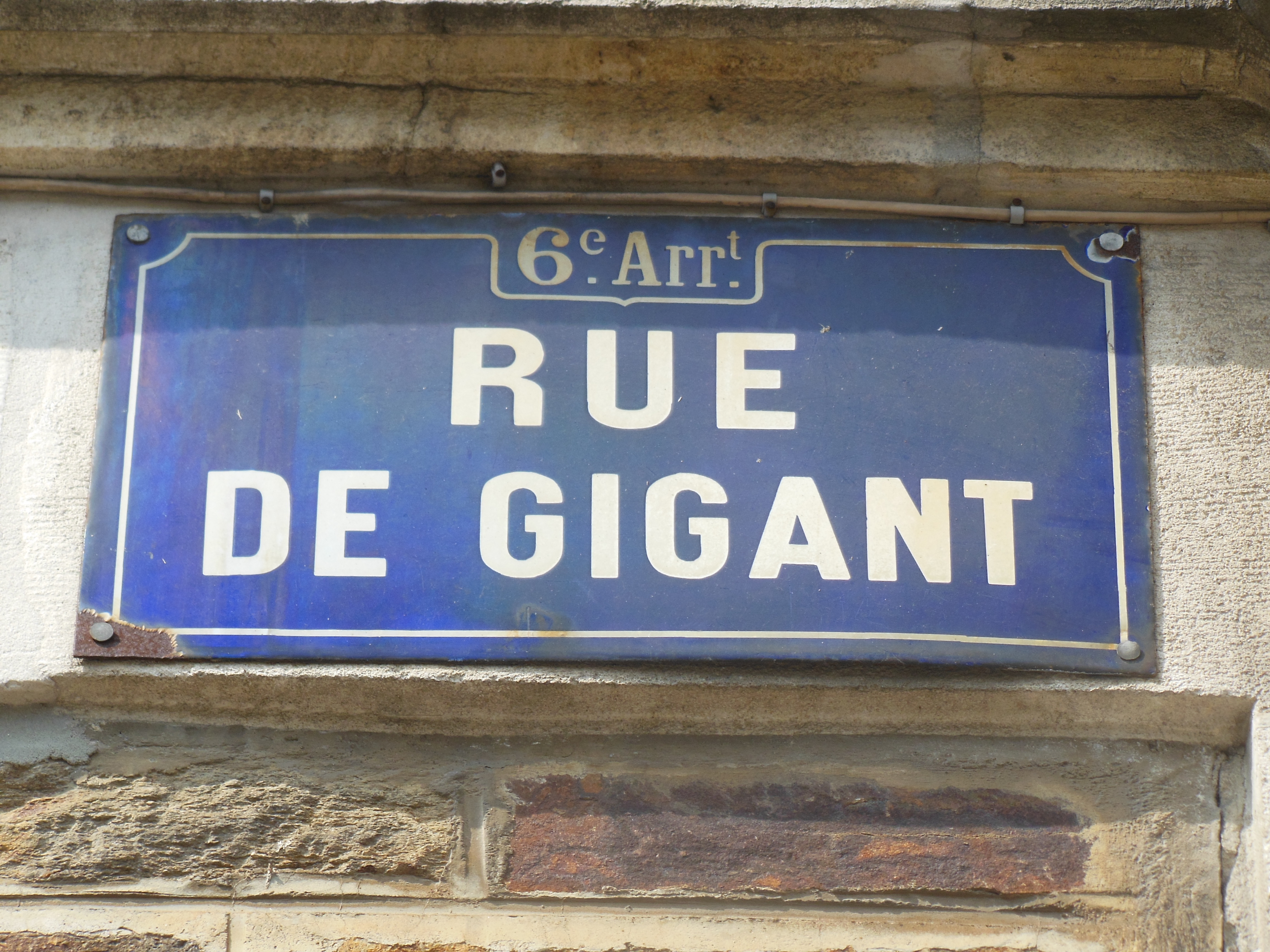
Panneau de la rue Gigant
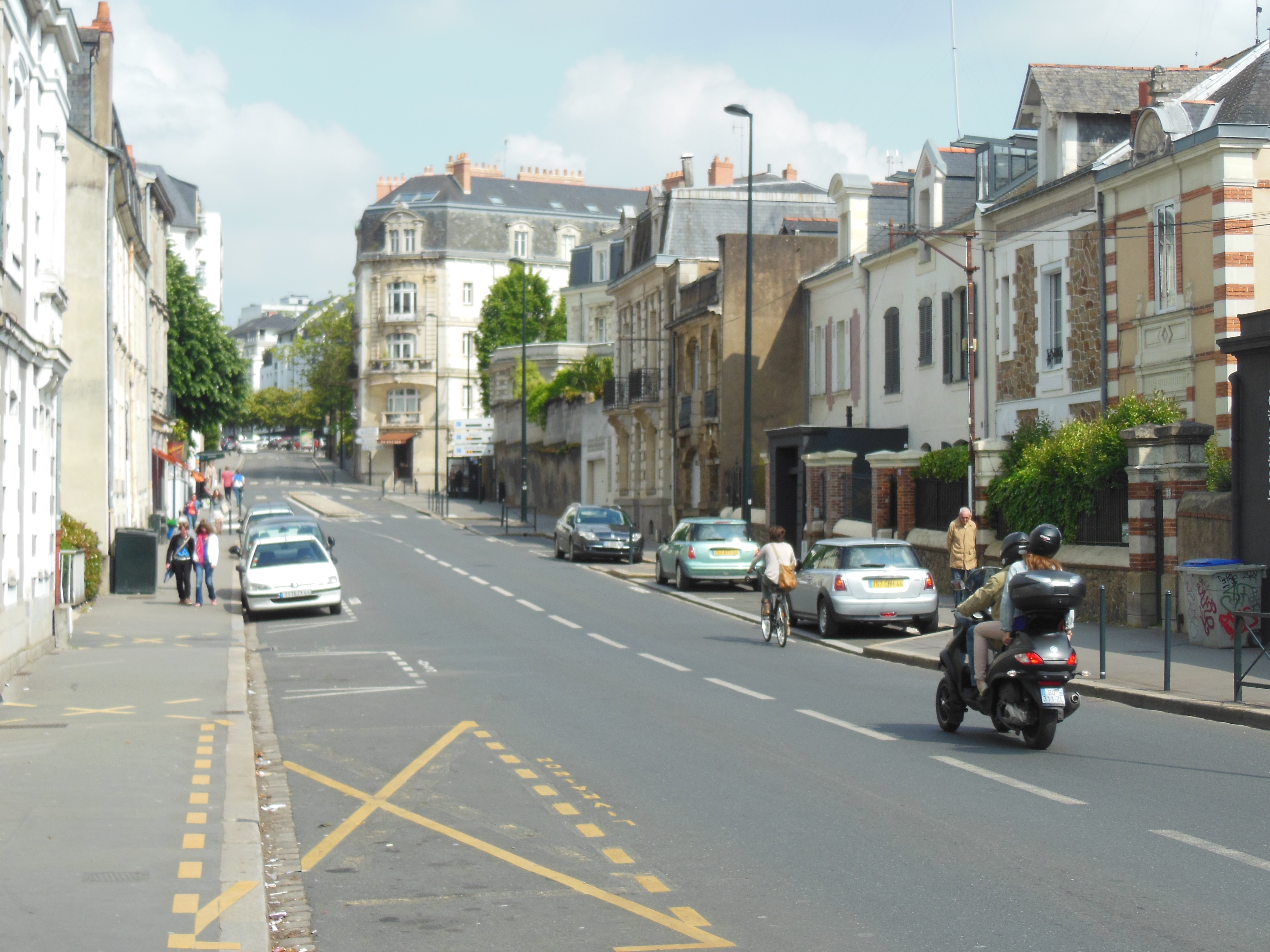
Partie basse de la rue de Gigant

## Voies secondaires

### Rue Huchette
Localisation : 47° 12′ 49″ N, 1° 34′ 08″ O
Baptisée par délibération du conseil municipal du 5 et 6 mai 1997, cette récente artère en impasse dessert les immeubles d'habitation construits dans les années 1990 sur des terrains de la congrégation de l'union Notre-Dame-de-Charité.